# بسکنتا
بسکنتا (به عربی: بسکنتا) یک منطقهٔ مسکونی در لبنان است که در استان جبل لبنان واقع شده‌است.

## خصوصیات
بسکنتا ۱٬۳۰۰ متر بالاتر از سطح دریا واقع شده‌است.